# Newsletter
Una newsletter (in italiano "bollettino") è un aggiornamento informativo periodico che un'azienda, un ente (pubblico o privato), un'associazione o un gruppo di lavoro, invia a un determinato target, come utenti, clienti o membri, aggiornandoli sulle proprie attività. Può contenere anche un'informazione o un avviso alla volta.

Nata in forma cartacea, oggi è inviata prevalentemente tramite posta elettronica. Se compilata in linguaggio HTML, può contenere anche immagini. La frequenza di invio è variabile: ad esempio può essere giornaliera, mensile o anche non periodica. La ricezione in genere è gratuita, anche se talune newsletter divulgative, che trattano argomenti di nicchia, possono essere a pagamento.

## Descrizione
Generalità
Il formato testuale consente di leggere con facilità il messaggio anche con strumenti diversi dal personal computer, dotati di monitor più piccoli e di software che non supportano integralmente il linguaggio HTML. Questi strumenti, che stanno via via diventando di uso comune, sono comunque sempre più spesso forniti di software in grado di gestire messaggi in Html.
La dinamica di comunicazione della newsletter è caratterizzata da un singolo utente o gruppo editoriale che invia messaggi unilateralmente verso la massa di iscritti, mentre questi ultimi possono inviare messaggi e-mail al solo mittente originario, e non anche a tutti o ad alcuni degli altri iscritti, che restano vicendevolmente anonimi. Quest'ultimo aspetto segna la differenza sostanziale fra newsletter e mailing list: in quest'ultima ogni iscritto può infatti inviare messaggi all'intera massa di iscritti, creando discussioni sia private che pubbliche.
Oggetto
L'oggetto della newsletter può spaziare dall'informazione, alla politica, all'economia fino all'intrattenimento.
Diversi portali e provider talvolta usano questo canale con fini prettamente pubblicitari, che si collocano fra il mailing e lo spam vero e proprio.
Privacy
Le newsletter devono rispettare la normativa relativa alla privacy, in base alla quale l'invio di messaggi informativi (o pubblicitari) non sollecitati è vietato. In Italia la vigilanza sul rispetto della normativa è effettuata dal Garante della privacy.